# 메피스토 (1981년 영화)
《메피스토》(Mephisto)는 헝가리에서 제작된 이스트반 자보 감독의 1981년 드라마 영화이다. 클라우스 마리아 브랜다우어 등이 주연으로 출연하였다.

## 출연

### 주연
- 클라우스 마리아 브랜다우어
- 크리스티나 얀다
- 일디코 반사기
- 롤프 호페
- 기오르기 세르하미
- 피터 안도레이
- 카린 보이드
- 크리스틴 하보트

### 조연
- 아그네스 밴펄비
- 게자 코박스
- 데이빗 로빈슨
- 헤디 테메시
- 테리 토르데